# Adalgisel Grimo

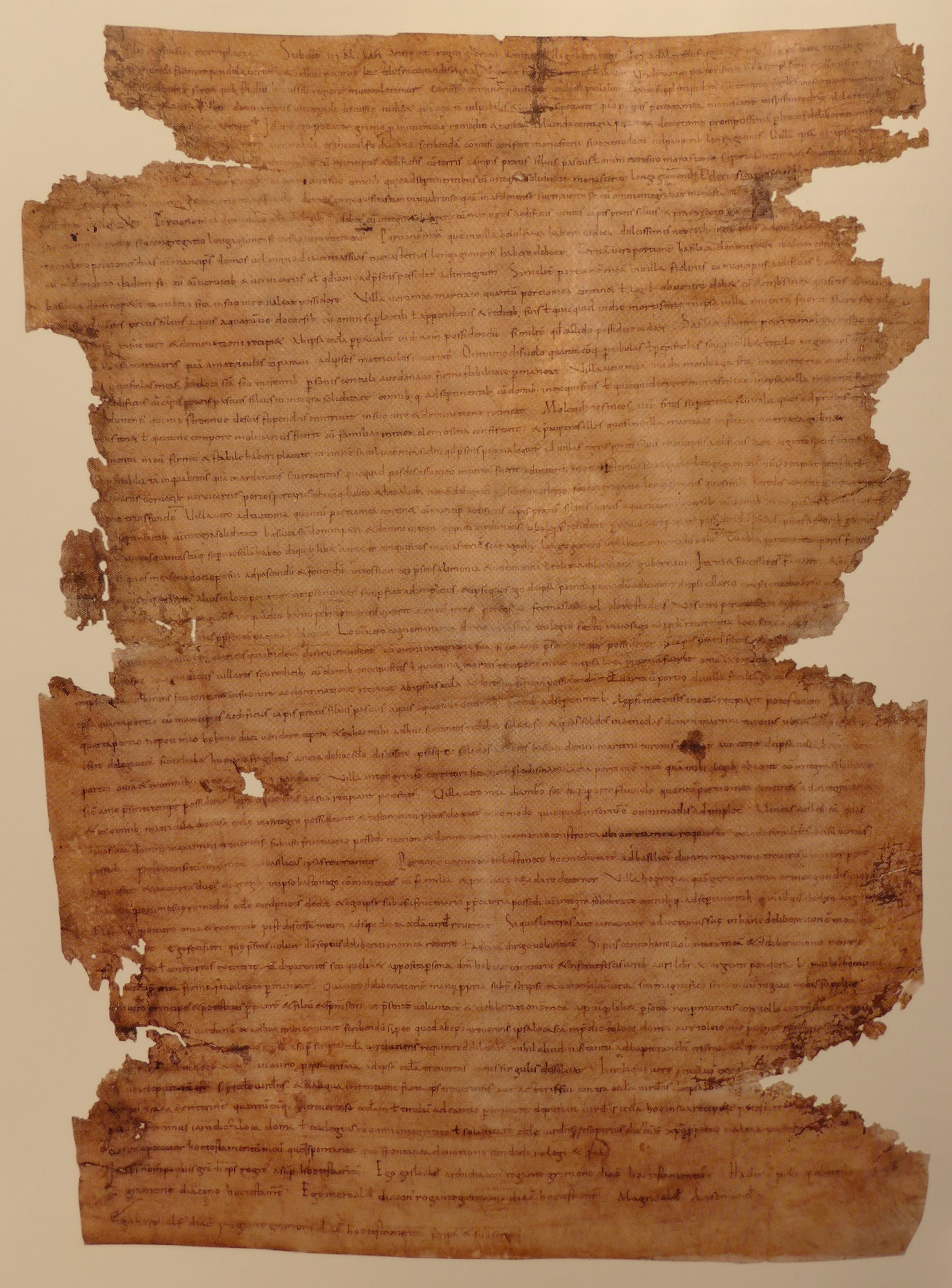
Abschrift des Testaments des Adalgisel Grimo aus dem 10. Jahrhundert. Die Urkunde gilt als ältestes Schriftstück des Rheinlandes (Landeshauptarchiv Koblenz, Bestand 1 A, Nummer 1)

Adalgisel Grimo († nach 634) war Diakon und Angehöriger des austrasischen Adels. Geschichtlich bedeutsam ist er vor allem durch sein am 30. Dezember 634 verfasstes Testament, die älteste frühmittelalterliche Urkunde, deren Inhalt die Rheinlande berührt und Aufschlüsse über die Siedlungs-, Verfassungs-, Wirtschafts- und Sozialgeschichte dieses Raumes gibt.
Das in Verdun in lateinischer Sprache verfasste Testament des Adalgisel Grimo liegt in einer beschädigten Abschrift aus dem 10. Jahrhundert vor, die im Landeshauptarchiv Koblenz unter der Signatur Bestand 1 A, Nummer 1 aufbewahrt wird. Die maßgebliche Edition des Textes wurde im Jahre 1932 von Wilhelm Levison vorgelegt.
Adalgisel Grimo ist mit einem Doppelnamen benannt, wie er gelegentlich in frühmittelalterlichen Quellen auftaucht; „Grimo“ ist die Koseform einer größeren, mehrsilbigen Namensform. Er wurde an der Bischofskirche von Verdun erzogen und ausgebildet. Er war Diakon unter Bischof Paulus von Verdun. Er verfügte über umfangreiche Besitztümer zwischen Maas und Rhein, die er in seinem Testament unter anderem dem Kloster St. Agatha in Longuyon mit seinem Hospital und der Abtei St. Maximin bei Trier vermachte. Die von ihm erbaute nachmalige Abtei Tholey vermachte er der Bischofskirche von Verdun.
Zu seinen Verwandtschaftsverhältnissen gibt es Hinweise in seinem Testament. Demnach war seine vorverstorbene Schwester eine Diakonin mit dem Namen Ermengundis. Er erwähnt des Weiteren, dass seine Tante, deren Name nicht genannt wird, in der Kirche des Heiligen Georg von Amay bestattet liegt. Es handelt sich um Oda von Amay (auch: Chrodoara), deren leerer Sarkophag im Jahre 1977 bei archäologischen Ausgrabungen im Chor der romanischen Stiftskirche Saint-Georges in Amay gefunden wurde. Oda war mit einem Herzog namens Bodogisel verheiratet, dem Angehörigen einer nordaquitanischen Adelssippe. Durch den Fund des Sarkophags konnten ältere Vermutungen über eine Zugehörigkeit des Adalgisel zu dieser Sippe bestätigt werden, deren Mitglieder an der Namensendung „-gisil“ zu erkennen sind.